# 無効
無効（むこう）とは、法律行為や意思表示があったものの、その有効要件を満たさないため最初から効果を生じない状態をいう。

## 概説
無効な法律行為とは、法律行為の外形はあるものの、そこから法律的な効果が生じないものをいう。

### 取消しとの差異
無効と類似の概念としてよく比較されるのが取消しであり、以下の点で無効と異なるとされる。
意思表示の必要性・主張適格者
無効は当然に効力を生じないのに対し、取消しは効力が一応生じている法律行為につき法律で認められた取消権者が取消すことによって行為時に遡って効力を失うことになる点で異なる。無効は原則として誰からでも誰に対しても主張できる。
時間の経過
無効は原則として何時でも主張できる。無効な法律行為は時間が経過しても法律上の効果を生じることはないが、取り消すことができる法律行為は取消権が時効期間や除斥期間にかかって消滅すると取り消すことができなくなる。
追認による効果
無効と取消しは追認による効果も異なる。無効な行為は追認によってもその効力を生じないが、当事者がその行為の無効であることを知って追認をしたときには新たな行為をしたものとみなされて追認時から効力を生じることになる（民法119条）。これに対して、取り消すことができる行為は、法律で認められた追認権者が追認したときは法律行為の時から確定的に有効なものであったことになり以後は取り消すことができなくなる（民法122条）。
特定の法律行為を無効にするか取り消すことができるとするかは立法政策の問題である。通常、無効とされるのは、客観的・社会的理由から個人の意思を問題にすることなく、その法律行為の内容を裁判所によって実現することを否定すべき場合である。
一個の法律行為が無効の要件も取消しの要件も満たすときは、原則としてどちらを主張することもできる。
このほか無効と類似の概念として、撤回、解除、解約などがあるが、それぞれの概念については各項目を参照。

### 無効の人的範囲の制限
無効を第三者に対しても対抗できるかどうかは無効行為の態様ごとに異なり、取引の安全を害することがあっても無効の趣旨を貫徹すべきか、第三者の取引の安全の保護を優先して第三者に対しては無効を対抗できないとするかによる。

### 無効の主張権者の制限
ローマ法では無効は裁判で宣言すれば足りると考えられていた。そのためローマ法やフランス法には取消しの概念が生じず、誰からでも主張できる絶対的無効と相手方や第三者からは主張できない相対的無効が存在した。一方、ドイツでは形成権の概念が発見され、絶対的無効は無効、相対的無効は取消しに整理された。日本では明治時代の立法過誤により錯誤を無効と規定したため無効と取消しを区別する立法でありながら相対的無効も存在する状態になっていたが、2017年の民法改正で錯誤が取消しに改正されたことで解消された（ただし意思無能力無効については論点が残されている）。#絶対的無効・相対的無効・取消的無効を参照。

### 一部無効
無効の効果に関する理論の一つ。法律行為の内容の一部に無効原因がある時に法律行為全体が無効になるか、無効原因がある部分のみ無効になるかが問題になる。

## 日本法における無効

### 無効行為の態様

#### 法律行為の無効
法律行為の一般的有効要件を満たさない場合、すなわち確定可能性の欠如（内容の不確定）、実現可能性の欠如（原始的不能）、適法性の欠如（強行法規違反）、社会的妥当性の欠如（公序良俗違反、90条）である。

#### 意思表示の無効
意思表示おいて表示に対応する意思が存在しない場合、すなわち意思無能力（意思能力の不存在）、心裡留保、虚偽表示である。なお、2017年の民法改正により錯誤の効果が無効から取消しに変更された（2020年4月施行予定）。

#### 無権代理無効
無権代理無効については本来の無効とは異なり効果不帰属として処理される。#確定的無効・不確定的無効の不確定的無効（未確定無効）を参照。

### 無効の種類

#### 不成立無効・成立無効
法律行為が形式を欠いて成立していない場合を不成立無効（要物契約において目的物の交付がなされていない場合など）、形式を満たしてはいるが実質的要件を欠く場合を成立無効（公序良俗違反の契約）という。

#### 絶対的無効・相対的無効・取消的無効
絶対的無効・相対的無効・取消的無効は無効主張の認められる者の範囲という点からの無効の分類である。
- 絶対的無効

法律行為の当事者間のみならず当事者以外の者にも主張できる無効。民法上の無効行為は原則として絶対的無効である（例えば、公序良俗違反の法律行為や強行法規違反の法律行為は絶対的無効である）。
- 相対的無効

法律行為の当事者間のみで主張でき、当事者以外の第三者に対しては主張できない無効。第三者を保護する要請がある時は原則に修正をかけ相対的無効とする。例えば、通謀虚偽表示は善意の第三者には主張できない（94条2項）ので原則として相対的無効である。なお、「相対的無効」の概念は多義的であり、後述の「取消的無効（片面的無効）」と同義に用いられることもある。
- 取消的無効（片面的無効）

法律行為の当事者のうち一方当事者のみが主張でき、相手方や第三者は主張できない無効。無効主張を許される一方当事者が無効を主張することで遡及的に無効となる。当事者のうち一方の当事者のみを保護する要請がある時には取消的無効とされる。取消的無効は取消しに近いものとなるが、期間制限や方法の点で両者はなお異なる。なお、「相対的無効」がこの意味で用いられることもある。
2017年の改正前の民法では錯誤（95条）による無効は意思表示をした者（表意者）を保護するための制度であるとして、判例は錯誤による無効主張は原則として表意者のみが主張できるものとし、例外的に第三者に債権保全の必要があり表意者自身が要素の錯誤を認めている場合にのみ第三者の無効主張は許されるものとしていた（最判昭和45年3月26日民集24巻3号151頁）。2017年の民法改正により錯誤の効果は取消しに変更されている（2020年4月施行予定）。

#### 一般的無効・特殊的無効
民法総則における無効を一般的無効、民法の親族法・相続法において特別に認められる無効を特殊的無効という。

#### 当然無効・裁判上無効
裁判上の手続によらなくとも当然に無効とされる場合を当然無効、訴えによらなければならない場合（訴えの当事者や期間に制約がある場合を含む）を裁判上無効という。

#### 確定的無効・不確定的無効
確定的無効・不確定的無効は追認など事後的に一定の事由があった場合に有効なものに転換するか否かという点からの無効の分類である。
- 確定的無効（確定無効）

他の要素を変更しても有効になる事はない無効のこと。公序良俗違反の法律行為は追認や他の要素を変更しても有効とはならないので確定的無効である。民法上の無効行為の原則は確定的無効である。
- 不確定的無効（未確定無効）

他の要素を変更すると有効となりうる無効のこと。無権代理無効は無効（本人に効果不帰属）だが、本人の追認によりその代理行為は有効となり本人に効果帰属する。この点で無権代理無効は不確定的無効である。無権代理無効のほか他人物売買も不確定的無効に含まれる。

### 無効行為の基本的効果
以下に述べるのは無効行為の基本的効果である。本人と相手方との間の効力である当事者間効力と当事者と第三者との間の効力である第三者への効力（第三者効）に分けて考えられる。

#### 当事者間効力
まず、第一に発生する予定だった債権債務は不発生となる。したがって、履行請求は棄却される。第二に発生する予定だった債権債務が既に履行されている場合には不当利得として返還請求権が発生する。
当該返還義務の範囲は2017年改正（2020年4月施行予定）で新設の121条の2で定められることとなった（改正前は703条が適用されていた）。 
- 無効な行為に基づく債務の履行として給付を受けた者は、相手方を原状に復させる義務を負う（第1項）。
- 前項の規定にかかわらず、無効な無償行為に基づく債務の履行として給付を受けた者は、給付を受けた当時その行為が無効であること（給付を受けた後に前条の規定により初めから無効であったものとみなされた行為にあっては、給付を受けた当時その行為が取り消すことができるものであること）を知らなかったときは、その行為によって現に利益を受けている限度において、返還の義務を負う（第2項）。
- 第一項の規定にかかわらず、行為の時に意思能力を有しなかった者は、その行為によって現に利益を受けている限度において、返還の義務を負う。行為の時に制限行為能力者であった者についても、同様とする（第3項）。

無効行為が契約であった場合は当事者間の返還請求権は同時履行の関係にある。
なお、消費者契約法6条の2に特則がある。また、不法原因給付については返還請求は認められない（708条本文）。

#### 第三者への効力
原則では無効行為とされた物権変動の後、その外形を基礎とした物権変動がある場合、第三者（転得者）の存在が観念できるが、第三者（転得者）は元の所有者に物権の取得を対抗できないことになる。さらに、無効行為によって発生する予定だった債権の譲渡が行なわれた場合、物権の例と同様、第三者（債権の譲受人）の存在が観念できるが、譲受人は債務者に対し債権の取得及び履行の請求を主張することができない。しかしながら、第三者への効力については、当事者間の無効行為が第三者に影響を及ぼすことを嫌い、第三者の取得時効や即時取得を認めるなど、第三者に対する関係では無効の効果が大幅に制限されていることが多い。また、取引安全の立場からも無効の効力に制限が加えられている場合もある。このため、第三者への効力ですべての第三者に対しておしなべて無効とする原則どおりの効果（対世効のある絶対的無効）が認められる場合は多くはない。

### 一部無効理論
一部無効につき明文で規定されている場合（133条・278条・360条・410条・580条・563条・568条・604条など）にはそれに従うことになるので問題はないが、一部無効理論はこのような明文規定が無い場合にも、一部のみ無効にする事が著しく当事者の意思に反する時に限って法律行為の全体を無効にすべきであり、それ以外は原則として無効原因がある部分のみを無効とすべきであるという考えをいう。

### 無効行為の転換

#### 無効行為の転換の意義
本来意図した法律行為についての効果が無効でも、その法律行為が他の類型の法律行為の要件を充たしているときに、後者の法律行為として有効と認めることを無効行為の転換という。

#### 無効行為の転換の具体例
- 秘密証書遺言としての要件を欠いていても、自筆証書遺言としての要件を具備していれば、自筆証書遺言として有効となる（民法第971条）。
- 父が非嫡出子を妻の嫡出子として届け出る行為は無効だが、認知の効力が認められる（最判昭53・2・24民集32巻1号110頁）。

なお、他人の子の自己の子として虚偽の出生届をする行為（いわゆる藁の上からの養子）についても養子縁組届への転換を認める学説が有力とされたが、養子縁組の要式性に反するという批判があり、また、出生届における医師の証明が厳格化され、実親子に近い法律関係を認める特別養子制度が昭和62年に新設されたことなどから今日ではこれに否定的な見解が多い。判例も今日に至るまでこれを否定する（大判昭11・11・4民集15巻1946頁）。

### 無効行為の追認

#### 無効行為の追認の効果
追認もしくは追完とは本人がある法律行為を有効なものとして確定させる意思表示を指すが、取消しの場合とは異なり、無効な法律行為は本来的に法律効果を生じないものであるから原則として無効な法律行為を追認しても有効な法律行為とはならない（民法第119条本文）。
公序良俗違反・強行法規違反の法律行為は当事者間の合意をもってしても有効とはならない。しかし、当事者が当該法律行為につき無効であることを知って追認したときは、法律行為の有効要件に問題がなければ新たな法律行為をしたものと扱っても問題がないため、民法はこのような場合に当事者による新たな法律行為がなされたものとして遡及効はないものの追認時から法律行為の効力を生じるものとする（民法第119条但書）。なお、当事者間の合意により追認に遡及効を認めることも可能であるが第三者には対抗できない。

#### 不確定的無効の場合
無権代理や他人物売買など不確定的無効とされた行為を追認する場合には遡及効が認められており、この場合には当該法律行為がなされた時点に遡って効力を生じる（無権代理につき116条、他人物売買につき最判昭37・8・10民集16巻8号1700頁参照）。